# Suvainiškio miškas
Suvainiškio miškas este o arie protejată (sit de importanță comunitară — SCI) din Lituania întinsă pe o suprafață de 1.193 ha, integral pe uscat.

## Localizare
Centrul sitului Suvainiškio miškas este situat la coordonatele 56°08′53″N 25°14′18″E / 56.1481°N 25.2383°E.

## Înființare
Situl Suvainiškio miškas a fost declarat sit de importanță comunitară în martie 2009 pentru a proteja un număr necunoscut de specii din flora spontană și fauna sălbatică aflate în arealul zonei.

## Biodiversitate
Situată în ecoregiunea boreală, aria protejată conține 2 habitate naturale: Păduri caducifoliate de mlaștină fino-scandinave, Mlaștini împădurite.
La baza desemnării sitului se află un număr nedeclarat de specii protejate.
Pe lângă speciile protejate, pe teritoriul sitului au mai fost identificate 12 specii de păsări, 1 specie de mamifere, 3 specii de nevertebrate.